# Superjordkloder
Superjordkloder er klippeplaneter mange gange større end Jorden. En teori om Solsystemets tidlige historie er, at Superjordkloder er kollideret med Solen. Denne teori er i 2015 blevet underbygget af nogle beregninger fra Caltech og University of California. Solsystemet menes at have bestået af nogle meget store Superjordkloder, som er den første generation af klippeplaneter i Solsystemet. Ved Jupiters dannelse bevægede den sig meget hurtigt og kraftigt ind mod det indre Solen. Her har den ramt mindre planeter, kaldt planetesimaler, som er blevet sendt mod jorden. Her ville planetesimalerne have ramt de såkaldte superjordkloder og sendt ind mod Solen, hvor de er kollideret. Dog blev Jupiters rejse stoppet af en anden gasplanet, Saturn. De har påvirket hinanden således, at de er vandret tilbage mod det ydre solsystem. Denne teori er med til at underbygge årsagen til, at de indre klippeplaneter er så små sammenlignet klippeplaneter i andre kendte solsystemer